# Марія Амалія Курляндська
Марія Амалія Анна Курля́ндська (нім. Marie Amalie Anna von Kurland, 12 червня 1653 — 16 червня 1711) — принцеса Курляндії та Семигалії з роду Кеттлерів, дружина ландграфа Гессен-Касселю Карла. Матір короля Швеції Фредеріка I.
На її честь було назване селище Марієндорф у Гессен-Касселі, засноване 1687 року французькими втікачами-гугенотами.

## Біографія
Народилась 12 червня 1653 року в Мітаві. Була шостою дитиною та четвертою донькою в родині герцога Курляндії та Семигалії Якова Кеттлера та його дружини Луїзи Шарлотти Бранденбурзької. Мала старшого брата Фрідріха Казимира та сестер Луїзу Єлизавету та Шарлотту Софію. Інші діти померли в ранньому віці до її народження. Згодом сімейство поповнилося трьома синами: Карлом, Фердинандом та Александром.

У 1658—1660 роках вся родина перебувала у шведському полоні в Ризі та Івангороді, де утримувалася у досить скрутних умовах. Повернулися до батьківщини після Олівського миру.

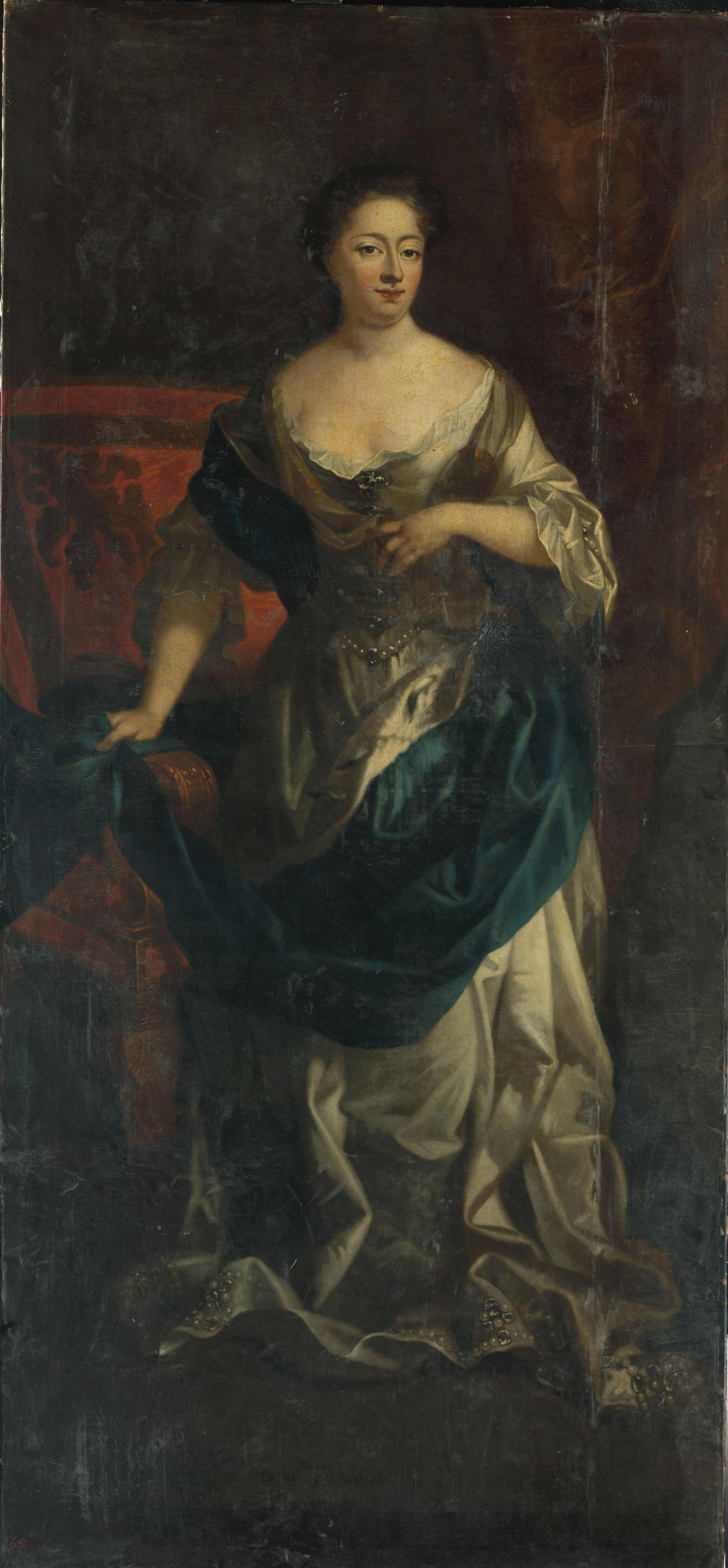
Портрет Марії Амалії

Марія Амалія була заручена з ландграфом Гессен-Касселю Вільгельмом VII, але той помер під час свого гранд-туру від хвороби, яка перебігала з гарячкою. Після цього принцеса стала нареченою його молодшого брата. Цьому сприяв і той факт, що від 1669 року вона переважно мешкала в Касселі.
У 19 років стала дружиною 18-річного ландграфа Гессен-Касселю Карла I, який доводився їй кузеном. Весілля пройшло у Касселі 21 травня 1673 року. У пари народилися численні нащадки, з яких відомі
Змальовували ландграфиню як скромну, привітну та релігійну жінку. Особливо близькою вона була з донькою Марією Луїзою. Мешкало сімейство у міському палаці Касселя.
У 1696 році брала участь у створенні парку Карлсруе в Касселі. У 1699 році разом із сином Максиміліаном придбала замок Сенсенштайн.
Померла 16 червня 1711 року по дорозі на курорт Шлангенбад, фізично виснажена та змучена. Була похована у князівській крипті церкви святого Мартіна у Касселі.
Другого шлюбу ландграф Карл не брав.

## Вшанування
- На стінах Мраморбаду, збудованому між 1722 та 1728 роками, були зроблені рельєфні медальйони з портретними бюстами подружжя.[5]

## Родина

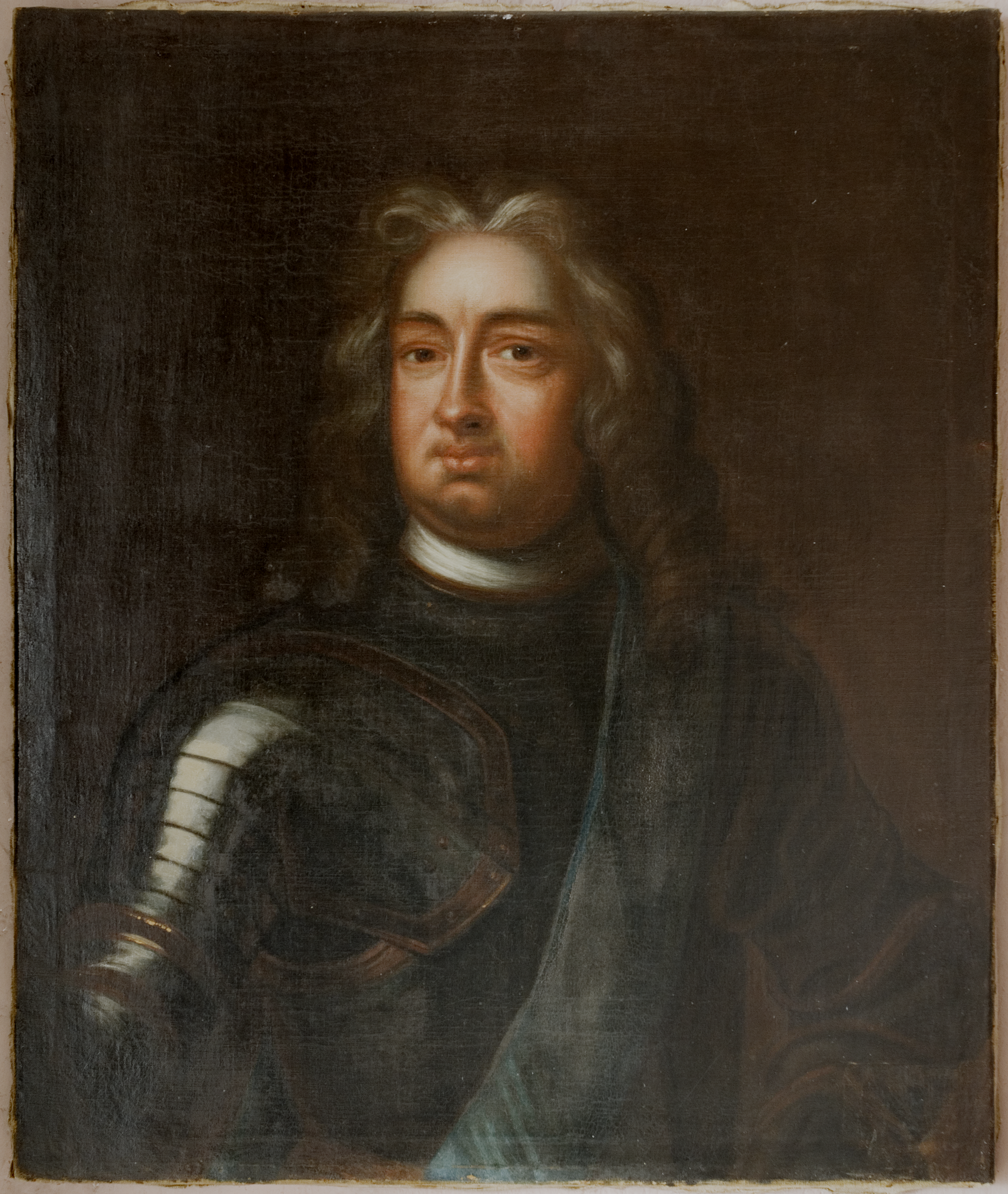
Портрет Карла Гессен-Кассельського

Чоловік — Карл Гессен-Кассельський
Діти:
- Вільгельм (1674—1676) — прожив 2 роки;
- Карл (1675—1677) — прожив 2 роки;
- Фрідріх (1676—1751) — король Швеції у 1720—1751 роках, ландграф Гессен-Касселю у 1730—1751 роках, був двічі одруженим, мав позашлюбних дітей;
- Крістіан (2 липня — 18 вересня 1677) — прожив 2 місяці;
- Софія Шарлотта (1678—1749) — дружина герцога Мекленбург-Шверіну Фрідріха Вільгельма I, дітей не мала;
- Карл (1680—1702) — одруженим не був, дітей не мав;
- Вільгельм (1682—1760) — ландграф Гессен-Касселю у 1751—1760 роках, був одруженим з Доротеєю Вільгельміною Саксен-Цайцькою, мав трьох дітей;
- Леопольд (1684—1704) — одруженим не був, дітей не мав;
- Людвіг (1686—1706) — загинув у битві при Рамільї, одруженим не був, дітей не мав;
- Марія Луїза (1688—1765) — дружина князя Нассау-Діца Йоганна Вільгельма Фрізо, мала сина та доньку;
- Максиміліан (1689—1753) — фельдмаршал імперського війська, був одружений з Фредерікою Шарлоттою Гессен-Дармштадтською, мав семеро дітей;
- Георг (1691—1755) — генерал-лейтенант імперського війська, одруженим не був, дітей не мав;
- Елеонора (11 січня — 17 грудня 1694) — прожила 11 місяців;
- Вільгельміна Шарлотта (1695—1722) — одружена не була, дітей не мала.